# 둘체 마리아
둘체 마리아(Dulce María, 1985년 12월 6일 ~ )는 멕시코의 배우, 싱어송라이터이자, 음악 그룹 RBD의 구성원이였다.

## 음반 목록
- Extranjera (2011)
- Sin Fronteras (2014)
- DM (2017)